# Conflitto di interessi
Il conflitto di interessi è una condizione giuridica che si verifica quando viene affidata un'alta responsabilità decisionale a un soggetto che ha interessi personali o professionali in contrasto con l'imparzialità richiesta da tale responsabilità, che può venire meno a causa degli interessi in causa.
Può verificarsi in diversi contesti e ambiti: economia, diritto, politica, lavoro, sanità. Gli ordinamenti giuridici spesso disciplinano il conflitto di interessi per mezzo di leggi e norme. Il conflitto di interessi può riguardare singole persone o cariche, ma anche enti di controllo, gruppi di soggetti, consigli di amministrazione.

## Caratteristiche generali
L'essere in conflitto e abusare effettivamente della propria posizione sono due aspetti distinti: un soggetto coinvolto, infatti, potrebbe non agire mai in modo improprio, tuttavia il conflitto di interessi esiste a prescindere che a esso segua o meno una condotta impropria, ed è pertanto in genere vietato da apposite norme. L'esistenza di un conflitto di interessi non costituisce di per sé prova che siano state commesse scorrettezze, costituisce tuttavia un'ingiusta agevolazione nel caso in cui si cerchi di trarne beneficio.
Esempi di conflitto di interessi possono essere:
- un politico con una posizione di rilievo o d'influenza che utilizzi questi suoi poteri per spingere il legislatore ad approvare l'abrogazione o la modifica d'una legge che lo imputa di un qualche reato o che lo coinvolga in qualche modo;
- un giudice che giudica o un pubblico ministero che imputa un proprio familiare o conoscente in una causa o si attivi su una questione in cui lui o i suoi interessi sono coinvolti;
- la partecipazione a un appalto, transazione o concorso essendo a conoscenza dei termini riservati di proposta;
- il presidente di un organo di garanzia che possiede o ha interessi di tipo economico e/o personale a favore (o contro) un'azienda oggetto dell'analisi di tale organo, o ricopre cariche pubbliche nell'istituzione che deve controllare;
- un consigliere comunale che vota un regolamento o una modifica al piano regolatore che avvantaggia se stesso o un suo congiunto;
- un membro della commissione di valutazione di un concorso che è un congiunto di un partecipante al concorso stesso;
- un docente che fa lezioni private a pagamento a un suo alunno.

Il conflitto di interessi nel mondo dell'industria farmaceutica è un fenomeno diffuso e fonte di importanti fenomeni di disease mongering.
Con la caratteristica di essere correlato:
1. ai guadagni finanziari che si possono ricavare dal partecipare alle sperimentazioni sponsorizzate dalle industrie farmaceutiche,
2. alla possibilità di pubblicare le sperimentazioni promosse dalle industrie farmaceutiche con indubbi vantaggi sulla propria carriera accademica,
3. a vantaggi personali, come la partecipazione a conferenze e/o viaggi di piacere.

## Nel mondo
Gli ordinamenti giuridici democratici sono solitamente garantisti e pertanto contrari allo sfruttamento della propria posizione per interessi personali a discapito di altre parti in causa, in particolare nel caso di incarichi con rilevanza pubblica; dispongono perciò di specifiche leggi che non permettono - o tentano di scongiurare - il verificarsi di tali conflitti.
La disciplina del conflitto di interesse può vietare l'accumulo "ad interim" di due cariche incompatibili, oppure essere più estesa, e vietare la copertura di una carica (pubblica o meno) per un periodo minimo di alcuni anni dalla fine della carica precedente.
Il divieto di cumulare incarichi in conflitto di interesse può riguardare non una singola persona, ma essere esteso a persone che sono coniugi, parenti o consanguinei.
Ad esempio, l'incarico di avvocato difensore che un magistrato appena dimessosi può assumere, potrebbe potenzialmente condizionare lo svolgimento di alcune indagini o processi a favore dei propri clienti.
Analogamente, per il rilascio di permessi e licenze (comunali, da parte del sindaco, e così via), per il bando di gare d'appalto in cui un membro della commissione aggiudicatrice diventa poco tempo dopo dipendente o socio dell'impresa vincitrice, o riceve delle donazioni o costose consulenze, che potrebbero essere un modo di remunerare favori politici. Altri esempio sono i ruoli di imprenditore o magistrato, ai quali sono di solito interdette funzioni pubblico-istituzionali in conflitto con tale carica; a studenti di determinati corsi universitari può essere interdetto l'insegnamento presso gli stessi; e così via.
Il controllo delle situazioni di potenziale conflitto di interessi è solitamente affidato ad autorità titolari della disciplina interna alla corporazione o all'ordine professionale, salva la competenza del giudice civile o penale, nel caso in cui il conflitto abbia procurato un danno a terzi o abbia integrato una figura di reato; per gli eletti in Parlamento, questo si traduce nella costituzione di comitati etici o Standard Committees.

### Italia
La Costituzione italiana, secondo gli artt. 65 e 66, obbliga a stabilire "i casi di ineleggibilità e incompatibilità" con legge ordinaria, giudicati per i componenti da ciascuna Camera. La legge se ne occupa nel DPR n. 361 del 30 marzo 1957.
La Giunta delle elezioni della Camera dei deputati, nel 1994, dichiarò legittima l'elezione di Silvio Berlusconi. Con la motivazione che la norma citata andrebbe riferita «alla concessione ad personam e quindi, se non c'è titolarità della persona fisica, non si pone alcun problema di eleggibilità, pur in presenza di eventuali partecipazioni azionarie». Nelle successive legislature fu confermata tale tesi.
Il problema del conflitto di interessi nel rapporto tra interessi pubblici e privati ha assunto notorietà nazionale da quando Silvio Berlusconi durante le elezioni politiche del 1994 si candidò come Presidente del Consiglio dei ministri della Repubblica Italiana (carica ricoperta successivamente anche dal 2001 al 2006 e dal 2008 al 2011). Secondo il giornalista Sergio Rizzo, tuttavia, Silvio Berlusconi "è solo l'ultimo erede di un sistema consolidato", diffuso a tutti i livelli nella società italiana. Il conflitto è, nel caso di Berlusconi, rappresentato dalla titolarità contemporanea - in prima persona o per mezzo di familiari o collaboratori - di funzioni pubbliche, del gruppo televisivo Mediaset, e di ingenti proprietà nel settore assicurativo, sportivo, edile, editoriale, ecc. Per vari giuristi e costituzionalisti, tale conflitto determina l'impossibilità legale d'essere eletti.
Nel 1996 il senatore Stefano Passigli propose un disegno di legge che prevedeva che il funzionario pubblico con un patrimonio eccedente una certa somma dovesse affidarlo in gestione ad un'apposita società indipendente (blind trust o fondo cieco). Inoltre, il testo prevedeva un controllo preventivo dei conflitti di interesse e non un controllo ex post come invece previsto dalla legge Frattini, controllo preventivo che è presente nella maggior parte delle democrazie occidentali. A causa della caduta del Governo Dini, il disegno di legge non fu approvato. La questione fu però ripresa dallo stesso Governo Berlusconi II con la legge 20 luglio 2004. n. 215 (Norme in materia di risoluzione dei conflitti di interessi) (cosiddetta Legge Frattini). In base alla norma si dispone che l'imprenditore individuale provveda a nominare uno o più institori, ovvero una o più persone di fiducia (anche parenti, amici o collaboratori) cui affidare l'effettiva gestione aziendale.
Il Parlamento europeo, al paragrafo 38 della risoluzione del 20 novembre 2002 deplorava che, "in particolare in Italia, permanga una situazione di concentrazione del potere mediatico nelle mani del presidente del consiglio, senza che sia stata adottata una normativa sul conflitto d'interessi". Tra gli altri casi italiani di conflitto d'interessi, vi sarebbe quello del presidente della Sardegna (in carica dal 2004 sino al dicembre 2008) Renato Soru, fondatore della società di telecomunicazioni Tiscali. Questi, dopo la sua elezione, ha lasciato il controllo della società, pur continuando a mantenerne il 27,5% del capitale (in seguito gradualmente sceso fino al 18%).
Il ministro del governo Monti Corrado Passera, secondo il giornalista Marco Travaglio sarebbe stato, vista la sua carriera professionale in ambito bancario, in conflitto di interesse. Altri conflitti di interesse sarebbero rappresentati dall'attività politica e imprenditoriale di Luca Cordero di Montezemolo, Emma Marcegaglia e altri esponenti politici.
Nella XVII legislatura, "la Camera dei deputati sta esaminando una riforma complessiva della disciplina vigente in materia di incompatibilità e di conflitti di interesse, già contenuta nella legge n. 215 del 2004. In particolare, è stato predisposto un testo unificato, elaborato da ultimo dal Comitato ristretto e adottato, il 22 dicembre 2015, come testo base dalla I Commissione permanente Affari Costituzionali, della Presidenza del Consiglio dei ministri e del Ministero dell'Interno. Tale testo innova la vigente disciplina, prospettando una regolamentazione anche preventiva del conflitto di interessi e modificando la disciplina delle ineleggibilità dei parlamentari e dei consiglieri regionali".

### Argentina
Il codice penale argentino all'articolo 265 si riferisce ai "negoziati incompatibili con l'esercizio di funzioni pubbliche" prescrivendo: "Sarà punito, con la reclusione da uno a sei anni e l'interdizione speciale perpetuo, il pubblico ufficiale che, direttamente, per persona interposta o mediante atto simulato, sia interessato a perseguire il proprio vantaggio o quello di una terza parte, in qualsiasi contratto o operazione in cui interviene a causa della sua carica. Questa disposizione sarà applicabile ad arbitri, compositori amichevoli, esperti, commercialisti, tutori, curatori, esecutori, fiduciari e liquidatori, per quanto riguarda le funzioni svolte in tale veste..